# Il diritto di autore
La rivista Il diritto di autore è una rivista specializzata in diritto della proprietà intellettuale, con un'attenzione specifica per la protezione e l'amministrazione dei diritti d'autore e dei diritti connessi al suo esercizio.

## Storia
La rivista è stata creata nel 1930. Sin da allora i suoi numeri sono stati pubblicati con cadenza trimestrale, con una interruzione durante la seconda guerra mondiale, poi coperta con un numero unico relativo agli anni 1943 e 1944.
Tra coloro che hanno contribuito con saggi, recensioni e commenti c'è Eduardo Piola Caselli, insigne giurista e presidente della Commissione incaricata di redigere la legge sul diritto d'autore che vide la luce il 22 aprile 1941. Il suo fondatore Valerio de Sanctis, che ne è stato per lungo tempo il direttore responsabile, ha segnato con il suo prestigio e la profonda conoscenza di temi e problemi della proprietà intellettuale, tutta la storia della rivista. Sulle sue orme, Mario Fabiani, attualmente direttore del Centro studi giuridici della SIAE,  ha continuato a rappresentare la dottrina italiana nel campo del diritto d'autore con autorità unanimemente riconosciuta sia in campo nazionale che internazionale.
Come scrive lo stesso Mario Fabiani nella presentazione del numero del 75º anniversario dalla fondazione, ricordando i primi anni della Rivista, "L'esigenza di un periodico italiano consacrato al diritto di autore si manifestava per due ordini di motivi: da un lato, come si legge in una nota di presentazione del primo numero della Rivista, stava la necessità della remunerazione e della protezione dell'opera dell'ingegno resa più urgente da quando l'inclinazione per le lettere, le scienze e le arti, già diletto di una ristretta aristocrazia o privilegio di pochi sfiorati dall'ala del genio, prese a divenire, con il diffondersi della cultura, un bisogno spirituale di molti. Dall'altro lato, cresceva la internazionalizzazione della domanda di protezione delle opere letterarie, musicali e artistiche." Le due esigenze sono entrambe presenti e ancora più pressanti nell'epoca della convergenza tra media ed informatica, in un mondo della comunicazione che la rete rende sempre più globale ed interconnesso.
La Società Italiana degli Autori ed Editori, che cura la Rivista distribuita dalla Giuffré editore di Milano ha sempre lasciato al Direttore responsabile ed agli autori dei contributi e dei saggi in essa pubblicati la massima libertà nella scelta degli argomenti e nella trattazione degli approfondimenti, fatto che ha assicurato la sua affidabilità scientifica e la sua credibilità come strumento di cultura giuridica specialistica.
Dall'esigenza di riflettere anche nella sua presentazione grafica il rinnovamento imposto dall'evoluzione della materia e di tutto il contesto che riguarda la tutela del diritto d'autore deriva, a partire dal primo fascicolo del 2005 (settantaseiesimo anno di vita), una nuova veste grafica, accompagnata dalla inclusione nel Comitato scientifico di prestigiosi studiosi anche stranieri.
Alla versione su carta della rivista è stato aggiunto un sito web .asp, nel quale sono contenuti gli indici di tutte le annate, a partire dal 1930.
L'attuale Rivista del diritto d'autore contiene una sezione Saggi, una sezione Cronache e commenti, una dedicata alla Legislazione, compresi i Trattati internazionali e le normative dell'Unione Europea, e un'ampia parte dedicata alla giurisprudenza in materia di diritto d'autore e di diritti connessi al suo esercizio nonché relativa a casi di interesse per la proprietà intellettuale.